# Rivera El Viejo Carmen
La città di Rivera el Viejo Carmen è a capo del comune di Francisco León, nello stato del Chiapas, Messico. Conta 526 abitanti secondo le stime del censimento del 2005 e le sue coordinate sono 17°17'N 93°16'W.

## Toponimia
Il nome originale di Francisco León, in epoca preispanica, era Coalpitán, che in lingua náhuatl  significa serpenti prigionieri.